# Sainte-Laguë-methode
De Sainte-Laguë-methode, ook wel de Webster-methode genoemd, is een grootste-gemiddeldenmethode voor het berekenen van de zetelverdeling bij parlementsverkiezingen. Het wordt toegepast in landen met evenredige vertegenwoordiging. Deze methode leidt, in vergelijking met andere verdelingsmethoden zoals de D'Hondt-methode, tot een zeer evenredige zetel-stemverhouding voor partijen van verschillende omvang, vergelijkbaar met de grootste-overschottenmethode. 
De methode werd in 1910 voorgesteld door de Franse wiskundige André Sainte-Laguë, die niet wist dat dezelfde methode al in 1832 beschreven was door de Amerikaanse staatsman en senator Daniel Webster.

## Kiesdelervariant
Dit rekenvoorbeeld is afkomstig van de uitslag van de deelstaatverkiezingen van 2024 in Saksen. Er zijn 2.142.517 stemmen uitgebracht op 6 partijen om 119 zetels te verdelen. De exacte kiesdeler, oftewel het hare-quotum, komt hierbij op 18004,34 stemmen per zetel. Bij de daadwerkelijke verkiezing werd de Sainte-Laguë-methode gebruikt.
De Sainte-Laguë-methode gebruikt reguliere afronding, wat in dit geval leidt tot een kiesdeler van 18.004 stemmen per zetel. Het aantal stemmen op elke partij wordt gedeeld door deze kiesdeler en de uitkomst wordt regulier afgerond. De opgetelde zetelaantallen komen in dit voorbeeld uit op 120, één meer dan de vereiste 119. Om dit overschot te corrigeren, wordt de kiesdeler aangepast. Met een herziene kiesdeler van 18.054 worden uiteindelijk precies 119 zetels verdeeld. Hierbij komt CDU op 41 zetels omdat zij net onder de 14,50 komt.
| Zetels    | 119       | Sainte Laguë | Sainte Laguë | Sainte Laguë | Sainte Laguë |
| Afronding | Afronding | Regulier     | Regulier     | Regulier     | Regulier     |
| --------- | --------- | ------------ | ------------ | ------------ | ------------ |
| CDU       | 749.216   | 41,61 ▲      | 42           | 41,50 ▼      | 41           |
| AfD       | 719.274   | 39,95 ▲      | 40           | 39,84 ▲      | 40           |
| BSW       | 277.173   | 15,40 ▼      | 15           | 15,35 ▼      | 15           |
| SPD       | 172.002   | 9,55 ▲       | 10           | 9,53 ▲       | 10           |
| Grüne     | 119.964   | 6,66 ▲       | 7            | 6,64 ▲       | 7            |
| Linke     | 104.888   | 5,83 ▲       | 6            | 5,81 ▲       | 6            |
| Totaal    | 2.142.517 | 120          | 120          | 119          | 119          |
| Kiesdeler | 18004,34  | 18004 ▼      | 18004 ▼      | 18054        | 18054        |

## Achtergrond
Proportionele kiesstelsels proberen de zetels te verdelen in verhouding tot het aantal stemmen dat elke politieke partij heeft gekregen. Dat wil zeggen dat een partij met 30% van de stemmen 30% van de zetels krijgt. Exacte evenredigheid is niet mogelijk, omdat alleen hele zetels kunnen worden verdeeld. Er bestaan verschillende verdeelmethoden om de zetels te verdelen op basis van de uitgebrachte stemmen, waarvan de Sainte-Laguë-methode er één is.  
Verschillende verdelingsmethoden vertonen verschillende niveaus van evenredigheid, verdelingsparadoxen en politieke fragmentatie. De Sainte-Laguë-methode minimaliseert de gemiddelde afwijking van de zetel-stemmenverhouding en toont empirisch het beste proportionaliteitsgedrag en een meer gelijke zetel-stemverhouding voor partijen van verschillende omvang. De verhouding is bijvoorbeeld beter dan bij de D'Hondt-methode, die grote partijen en coalities bevoordeelt boven kleine partijen. Hoewel het bevoordelen van grote partijen de politieke fragmentatie vermindert, kan dit ook worden bereikt met een kiesdrempel of fractiedrempel.  
De Sainte-Laguë-methode vertoont minder verdelingsparadoxen vergeleken met de grootste restmethoden zoals de grootste-overschottenmethode en andere methoden met de hoogste gemiddelden zoals de D'Hondt-methode. 

## Delerreeksvariant
Nadat alle stemmen zijn geteld, worden voor elke partij opeenvolgende quotiënten berekend. De formule voor het quotiënt is 
{\displaystyle {\text{quotiënt}}={\frac {S}{2z+1}}}
waar:
- S is het totale aantal stemmen dat de partij heeft ontvangen, en
- z is het aantal zetels dat tot nu toe aan die partij is toegewezen, aanvankelijk 0 voor alle partijen.

De partij met het hoogste quotiënt krijgt de volgende zetel toegewezen, en hun quotiënt wordt opnieuw berekend. Het proces herhaalt zich totdat alle stoelen zijn toegewezen.

### Voorbeeld
In dit voorbeeld beslissen 230.000 kiezers over de verdeling van 8 zetels over 4 partijen. Omdat er 8 zetels moeten worden verdeeld, worden de totale stemmen van elke partij gedeeld door 1, vervolgens door 3 en 5 (en vervolgens, indien nodig, door 7, 9, 11, 13, enzovoort, met behulp van de bovenstaande formule), elke keer dat het aantal stemmen het grootst is voor de huidige berekeningsronde.
| Noemer   | /1       | /3      | /5      | Zetels gewonnen (*) | Ware verhouding |
| -------- | -------- | ------- | ------- | ------------------- | --------------- |
| Partij A | 100.000* | 33.333* | 20.000* | 3                   | 3,5             |
| Partij B | 80.000*  | 26.667* | 16.000* | 3                   | 2,8             |
| Partij C | 30.000*  | 10.000  | 6.000   | 1                   | 1,0             |
| Partij D | 20.000*  | 6.667   | 4.000   | 1                   | 0,7             |
| Totaal   | Totaal   | Totaal  | Totaal  | 8                   | 8               |

| Partij | Partij   | Volksstemming | Evenredige vertegenwoordiging — Sainte-Laguë-methode | Evenredige vertegenwoordiging — Sainte-Laguë-methode | Evenredige vertegenwoordiging — Sainte-Laguë-methode |
| ------ | -------- | ------------- | ---------------------------------------------------- | ---------------------------------------------------- | ---------------------------------------------------- |
| Partij | Partij   | Volksstemming | Aantal zetels                                        | Zetelpercentage                                      |                                                      |
|        | Partij A | 43,5%         | 3                                                    | 37,5%                                                |                                                      |
|        | Partij B | 34,8%         | 3                                                    | 37,5%                                                |                                                      |
|        | Partij C | 13,0%         | 1                                                    | 12,5%                                                |                                                      |
|        | Partij D | 8,7%          | 1                                                    | 12,5%                                                |                                                      |
| TOTAAL | TOTAAL   | 100%          | 8                                                    | 100%                                                 |                                                      |

Ter vergelijking: de D'Hondt-methode zou vier zetels aan partij A toewijzen en geen zetels aan partij D, wat de oververtegenwoordiging van grotere partijen in de D'Hondt-methode weerspiegelt. 

## Eigenschappen
Bij de verdeling van zetels in een systeem van evenredige vertegenwoordiging is het belangrijk te voorkomen dat zowel grote als kleine partijen worden bevoordeeld, zodat strategisch stemmen wordt tegengegaan. André Sainte-Laguë heeft theoretisch aangetoond dat de Sainte-Laguë-methode de laagste gemiddelde vertekening in de verdeling laat zien, bevestigd door verschillende theoretische en empirische methoden. De Wet op de vertegenwoordiging van het Europees Parlement uit 2003 bepaalt dat elke regio ten minste drie zetels moet krijgen en dat de verhouding tussen kiesmannen en zetels voor elke regio zo veel mogelijk gelijk moet zijn. De Commissie heeft vastgesteld dat de Sainte-Laguë-methode de kleinste standaarddeviatie opleverde in vergelijking met de D'Hondt-methode en het Hare-quotum.  

## Gewijzigde Sainte-Laguë-methode
Om de politieke fragmentatie te verminderen, veranderen sommige landen, zoals Nepal, Noorwegen en Zweden, de quotiëntformule voor partijen zonder zetels (s = 0). Deze landen veranderden het quotiënt van V naar V /1,4 of zelfs V /1,2 (in Zweden).  Dat wil zeggen dat de aangepaste methode de reeks delers die in deze methode wordt gebruikt, verandert van (1, 3, 5, 7, ...) naar (1,4, 3, 5, 7, ...). Hierdoor wordt het voor partijen moeilijker om slechts één zetel te behalen, vergeleken met de ongewijzigde methode van Sainte-Laguë. Met de aangepaste methode krijgen zulke kleine partijen geen zetels; deze zetels worden in plaats daarvan aan een grotere partij gegeven. 
Noorwegen wijzigt dit systeem verder door gebruik te maken van een tweeledige proportionaliteit. Het aantal leden dat in elk van de 19 kiesdistricten (voormalige provincies) van Noorwegen wordt verkozen, is afhankelijk van het aantal inwoners en de oppervlakte van de provincie: elke inwoner telt voor één punt, terwijl elke km2 1,8 punt telt. Bovendien wordt één zetel uit elk kiesdistrict toegewezen als vereffeningszetel.

## Kiesdrempel
Om politieke versplintering te verminderen, kan een kiesdrempel worden ingesteld. Een lijstpartij die niet ten minste een bepaald percentage van de lijststemmen behaalt, krijgt geen enkele zetel toegewezen, zelfs niet als de partij voldoende stemmen heeft gekregen om anderszins een zetel te krijgen. Voorbeelden van landen die de Sainte-Laguë-methode met een kiesdrempel gebruiken, zijn Duitsland en Nieuw-Zeeland (5%). De kiesdrempel geldt echter niet als een partij in Nieuw-Zeeland minstens één kieszetel of in Duitsland drie kieszetels behaalt. 
Zweden gebruikt een aangepaste Sainte-Laguë-methode met een kiesdrempel van 4% en een kiesdrempel van 12% in individuele kiesdistricten (dat wil zeggen dat een politieke partij op nationaal niveau slechts een minimale vertegenwoordiging kan krijgen als haar stemmenaandeel in ten minste één kiesdistrict meer dan 12% bedraagt). In Noorwegen geldt een kiesdrempel van 4% om in aanmerking te komen voor vereffeningszetels, die worden toegewezen op basis van de nationale stemverdeling. Dit betekent dat zelfs als een partij landelijk onder de kiesdrempel van 4% zit, ze toch zetels kan bemachtigen in kiesdistricten waar ze bijzonder populair is.

## Vergelijking met andere methoden
De methode behoort tot de klasse van methoden die uitgaan van het hoogste gemiddelde. Het lijkt op de D'Hondt-methode, maar gebruikt andere delers. De D'Hondt-methode bevoordeelt grotere partijen, terwijl de Sainte-Laguë-methode dat niet doet. De Sainte-Laguë-methode wordt over het algemeen als meer proportioneel gezien, maar brengt het risico met zich mee dat een partij met meer dan de helft van de stemmen minder dan de helft van de zetels kan winnen.